# Захист прав споживачів
За́хист прав споживачі́в — гарантований законом контроль за якістю і безпечністю продукції та всіх видів послуг і робіт з боку держави та громадсько-суспільний рух на його підтримку.
Захист прав споживачів — складова частина захисту прав людини. Pабезпечення цієї категорії прав також можливе у випадку досягнення порозуміння в споживчих спорах через способи альтренативного вирішення спорів, що є досить поширеною практикою розвинених країн . В 2024 році на щорічному Міжнародному Форумі «Медіація і право» питанню споживчих спорів та ролі медіації була присвячена окрема панельна дискусія .

## Права споживачів
Споживачі під час придбання, замовлення або використання продукції, яка реалізується на території України, для задоволення своїх особистих потреб мають право на:
1. захист своїх прав державою;
2. належну якість продукції та обслуговування;
3. безпеку продукції;
4. необхідну, доступну, достовірну та своєчасну інформацію про продукцію, її кількість, якість, асортимент, а також про її виробника (виконавця, продавця);
5. відшкодування шкоди (збитків), завданих дефектною чи фальсифікованою продукцією або продукцією неналежної якості, а також майнової та моральної (немайнової) шкоди, заподіяної небезпечною для життя і здоров'я людей продукцією у випадках, передбачених законодавством;
6. звернення до суду та інших уповноважених органів державної влади за захистом порушених прав;
7. об'єднання в громадські організації споживачів (об'єднання споживачів)[4].

## Історія руху
Звичаї та закони захищали права споживачів завжди. Ідея захисту прав споживачів поступово матеріалізувалась і знайшла своє втілення в утворенні різноманітних суспільних об'єднань, правових норм тощо.
У середньовічному Львові за чистотою стічних ровів, аби уникнути непотрібних дискусій, узагалі стежив міський кат. Проте лише в середині XX століття усталилися переконувалася, що цивілізовані відносини між виробником і споживачем мають ґрунтуватися на чітких правових засадах (див. також: соціальна відповідальність бізнесу).
У 1936 році з'явилася Національна асоціація споживачів США, в 1951 році — у Франції, в 1957 році — у Великій Британії.
Президент США Джон Кеннеді визнав рух за захист прав споживачів життєво важливим, поставив його поруч із профспілковим і «зеленим».
| 15 березня 1961 президент США видав спеціальну постанову, що проголошувала «Чотири права споживачів»: 1. на безпеку, якість товарів і послуг; 2. на достовірну інформацію про них; 3. право бути почутим у разі висунення споживацьких претензій; 4. право захищати свої споживацькі претензії в суді. |

Від того часу 15 березня щорічно відзначають як Всесвітній день прав споживачів. У 1973 XXV сесія Консультативної Асамблеї Ради Європи затвердила «Хартію захисту споживачів», а 1985 Генеральна Асамблея ООН затвердила «Керівні принципи захисту інтересів і прав споживачів». Ці принципи свого часу визнавав навіть СРСР, хоча документального оформлення цього не відбулось.

## Захист прав споживачів в Україні
Підписала затверджені ООН принципи й Україна. Практичне втілення це знайшло в тому, що Україна перша серед республік колишнього Союзу прийняла Закон «Про захист прав споживачів». Для практичної реалізації Закону було утворено Державну інспекцію із захисту прав споживачів, яка в 1992 набула статусу Державного комітету України у справах захисту прав споживачів. У 2008 році була створена Державна житлово-комунальна інспекція, яка здійснює захист прав споживачів житлово-комунальних послуг.
Процес становлення та формування системи захисту прав громадянина ґрунтується на статті 42 Конституції України, згідно з якою «держава захищає права споживачів, здійснює контроль за якістю і безпечністю продукції та всіх видів послуг і робіт».
Захист та нагляд за здійсненням у галузі прав споживачів здійснюють: Держспоживінспекція України, Антимонопольний комітет України, Державна житлово-комунальна інспекція, Національна експертна комісія України з питань захисту суспільної моралі.
Споживачі можуть захистити свої права у судовому порядку. В справах про захист прав споживачів необхідно доводити такі обставини:
- факт придбання послуги чи товару
- надання інформації про товар (послугу) та її змісту
- відомості про властивості товару і його відповідність потребам споживача та встановленим нормативним вимогам;
- використання товару
- заподіяння шкоди життю, здоров'ю та / або майну споживача

Тягар доказу факту придбання товару лежить на споживачеві. При цьому засобами доказу можуть слугувати:
- квитанція
- товарний або касовий чек
- квиток
- талон
- інший розрахунковий документ
- договір або інший письмовий документ

У відношенні товару, на який встановлено гарантійний строк, засобами доказу можуть бути:
- технічний паспорт
- інший документ, який його замінює, з позначкою про дату продажу[6]

У разі втрати таких документів або їх неотримання при придбанні товару, споживач може довести факт купівлі-продажу товару за допомогою свідків або інших доказів.
Доведення факту наявності або відсутності недоліків у товарі можливо за допомогою експертизи.
Саме продавець згідно п. 4 ст. 17 Закону «Про захист прав споживачів» за свій рахунок повинен організувати проведення експертизи продукції у разі, якщо протягом гарантійного терміну необхідно визначити причини втрати якості продукції.
Висновки сервісних центрів не можуть бути допустимим доказом, що свідчить про відсутність недоліків товару або про те, що ці недоліки виникли з вини споживача.

### Громадські об'єднання у галузі захисту споживачів
Ще до утворення на державному рівні відповідних структур у великих містах України почали створюватися недержавні громадські організації. У 1989 була зареєстрована громадська організація «Українська асоціація споживачів», яка взяла на себе відповідальність працювати за міжнародними правовими нормами. У 2003 році зареєстрована громадська організація «Експерт», основною метою діяльності якої є виявлення на ринку неякісних, небезпечних для споживання продуктів харчування та інформування про це споживачів.

## Захист прав споживачів в Європейському Союзі
Положення про захист споживачів містяться в статті 153 Договору про заснування Європейської Спільноти (колишня стаття 129а), яку було додано Маастрихтським договором. Її положення відбивають прагнення забезпечити здоров'я, безпеку, захист економічних і юридичних інтересів споживачів та їхнє право на інформацію.
Забезпечити досягнення визначених у статті 153 цілей має стаття 95 (колишня стаття 100а). Остання вимагає застосовувати процедуру спільного ухвалювання рішень щодо заходів зближення законодавства країн-членів, спрямованих на довершення спільного ринку, які торкаються питань захисту споживачів.
Попередньо сповістивши Комісію, країна-член може запроваджувати суворіші, ніж визначено Спільнотою, заходи захисту споживачів, якщо вони не суперечать договорам.